# Michael Kühne (Maler)
Michael Kühne (* 8. Februar 1955 in Berlin-Tempelhof) ist ein deutscher Maler.

## Werdegang
Michael Kühne machte 1975 das Abitur und arbeitete als Chauffeur für den Chef der Berliner Union-Film. Es folgte ein Studium der Kunstgeschichte (Freie Universität Berlin, 7 Semester; Christian Albrecht-Universität Kiel, 1 Semester). 1976 wurde er in den Kreuzberger Künstler Kreis e. V. aufgenommen - weitere Mitglieder waren Hugo Hoffmann, Gerhard Kerfin, Kurt Mühlenhaupt, Roland Neumann, Helmut Weber von Wallau, 1978 wurde er Mitglied im Berufsverband Bildender Künstler Berlins e. V.

„... seit 1976 ist Kühne regelmäßig in Ausstellungen vertreten, er kann eine Reihe von Preisen und Buchpublikationen vorweisen. 1972 erhielt er den ersten Preis der Deutschen Industrieausstellung Berlin, 1993 beispielsweise den 4. Preis des ‚Centro Arte Milano‘, womit er auch im europäischen Ausland bekannt wurde. Mit 35 Jahren nahm er (...) seinen Rückzug aufs platte Land – seit nunmehr 10 Jahren wohnt er (....) in Burg in Dithmarschen, direkt hinter dem Nord-Ostsee-Kanal und zieht seine Inspiration für seine meditativen und tiefenräumlichen Bilder auch aus der Weite und Stille der norddeutschen Landschaft.“

## Auszeichnungen
- Deutsche Industrieausstellung Berlin, 1972, 1. Preis[1]
- Mailand 1993, Centro Arte Milano, 1. Europäische Gesamtkunstschau, 4. Preis

## Werk
„...das Direktorium des Forschungs-Institutes-Bildender Künste zusammen mit Mitgliedern des Senats der Jean-Gebser-Akademie haben festgestellt, dass sich Ihre Kunstwerke deutlich abheben, und besonders beeindruckend ist der futuristisch anmutende Surrealismus mit einem Duktus zum Realismus mit hervorragender Pointillierung und der Homogenität in der Bildsynthese.”“

„...Die Schöpfungen von Michael Kühne leben aus kompositioneller Dynamik ebenso wie aus koloristischer Vielfalt und Fantasie. Unverkennbar seine Bemühung um Gültigkeit in Form und Ausdruck, eigenwillig und überzeugend. Dies sichert den Arbeiten des jungen Künstlers einen bemerkenswerten Platz zwischen Realität und Vision, - sie vermitteln dem Betrachter eine zeitlos geschlossenen Aussage von großer Tiefe.“

„Duktus und perspektivische Technik verhelfen in kongenialer Zusammenarbeit den Bildern Kühnes zu ihrer unvergleichlichen Tiefenwirkung, jenem Sog, dem sich der Betrachter nicht entziehen kann.“

„In der Kombination von Ihren Fundamenten und deren Verbindung mit anderen lebendig gestalterischen Elementen liegt eine starke Anziehungskraft und Symbolkraft ihrer Bilder. Darin sieht jeder Mensch etwas anderes und identifiziert sich damit. Dadurch heben sie sich stark von der Masse der surrealistischen Malerei ab.“

„Die in die Tiefe des Raumes stürzenden Gittermuster sind Michael Kühnes Markenzeichen. Die phantastischen Landschaften des Burger Künstlers sind voller Symbolik, schicken einem auf eine Entdeckungsreise durch Religion, Gegenwart und Geschichte.“

## Buchillustrationen
- Wahlverwandlungen, Wolfgang Schmidt, Edition Sirene Berlin, 1979
- Unstillbarer Durst, Gerhard Kerfin, Edition Hugo Hoffmann / Atelier-Handpresse, 2004[4]

## Ausstellungen

### Einzelausstellungen
- Bilderbude Berlin, 1977
- Galerie AUE 1977 und 1978
- Galerie Ritterstraße 1978
- Kunstagentur G. Homes, Flensburg 1977
- Bökelnburghalle Burg (Dithmarschen) 1997 und 2014
- Wenzel-Hablik-Museum, Itzehoe, 2000
- Galerie ARTIUM, Luxemburg, 2004
- Galerie ARTIUM, Luxemburg, 2011
- Galerie 3X23 Hamburg, 2013-14
- Michael Kühne & Andreu Jacob / KUNST art symbiosis (In the vault of the puppeteer) 2015[5]

### Beteiligungen
- FBK 7, Freie Berliner Kunstausstellung, Messehallen am Funkturm, 1977
- Bilderbude, Berlin, Kreuzberg, 1977
- FBK 8, Freie Berliner Kunstausstellung, Messehallen am Funkturm, 1978
- FBK 9, Freie Berliner Kunstausstellung, Messehallen am Funkturm, 1979
- FBK 10, Freie Berliner Kunstausstellung, Messehallen am Funkturm, 1980
- Neue Gesellschaft für Bildende Kunst, Berlin-Charlottenburg, 1980
- Galerie Briesestraße, Berlin-Neukölln, 1988, 1989
- FBK 19, Freie Berliner Kunstausstellung, Messehallen am Funkturm, 1989
- Centro Arte Milano, Mailand, 1993
- BBK Kiel, Brunswiker Pavillon, 2001
- KIK Kunst im Koog, Kunst im E-Werk, Marne, 2006
- Bökelnburghalle, Burg, 2014, 2015, 2016, 2017, 2018, 2019
- Kunstgalerie-Dobritsch, Bulgarien, 2017